# Confederación anticomunista latinoamericana
La Confederación anticomunista latinoamericana (CAL) fue una red transnacional de extrema derecha que existió entre 1972 y 1980. Su objetivo era impedir la llegada del comunismo al poder estatal en América Latina. Abogó por la supresión del comunismo como alternativa política en las democracias representativas de la región y su eliminación mediante el uso de la violencia política institucional y no institucional, al incluir a organizaciones paramilitares y terroristas. 
La organización se engrosó hacia 1980 y los gobiernos latinoamericanos lograron articularse a esta organización civil, la cual colaboró en la coordinación supraestatal de la represión, la vuelta del conservadurismo y el triunfo de Ronald Reagan. 

## Historia

### Contexto histórico
La primera parte del siglo XX estuvo signada por la presencia imperialista estadounidense en América Latina, combinando acciones diplomáticas con operaciones militares. Algunas acciones de esta época fueron la creación de la Organización de los Estados Americanos en 1948; la ocupación de Cuba y Puerto Rico; la secesión de Panamá del Estado colombiano, la creación del canal interoceánico y el desembarco de marines con el fin de garantizar su independencia; y el envío de marines, también, a República Dominicana en 1916 y a Nicaragua en 1912 y 1933.
A partir del inicio de la Guerra Fría en América Latina, llegó a su fin la política de buena vecindad impulsada por Franklin Roosevelt, y comenzaron a llevarse adelante acciones que combinaron la vía diplomática, la propagandística y las operaciones encubiertas delineadas por la Agencia Central de Inteligencia Americana (CIA). En su lucha anticomunista, los gobiernos de Estados Unidos se sintieron con el derecho exclusivo de decidir qué era lo bueno para América Latina y qué gobiernos debían gobernar en esas regiones.
El giro socialista de la Revolución cubana en 1961 impulsó la implementación la Alianza para el Progreso, programa que patrocinó las reformas agrarias y los procesos de industrialización para frenar los intentos revolucionarios y consolidar las estructuras políticas y sociales capaces de encuadrar sólidamente a las masas latinoamericanas. Parte de esos fondos fueron derivados a los ejércitos latinoamericanos, a los llamados programas de acción cívica. Estos ejércitos estaban siendo reestructurados, paralelamente, con asesoramiento de Estados Unidos en la Escuela de las Américas, en la zona del Canal de Panamá, desde 1963.
A raíz de estos hechos, el criticismo juvenil de los años sesenta se volvió sobre tópicos como antiimperialismo, antiamericanismo y latinoamericanismo, y proponía que la utopía de la unidad latinoamericana se realizaría con la voluntad del cambio, el uso de la violencia y la revolución. Sin embargo,  así como una parte de la juventud latinoamericana se identificó con los procesos revolucionarios, otra parte se organizó y enarboló las premisas anticomunistas de la Guerra Fría, cuyas organizaciones, entrada la década del setenta, establecerían relaciones transnacionales. Estas organizaciones de extrema derecha, apelaron también a la violencia y a la identidad latinoamericana con un formato de antiimperialismo que extendió el fantasma soviético hasta el gobierno de Estados Unidos.
Tras el asesinato de John F. Kennedy en 1963, Estados Unidos abandonó el apoyo a la consolidación de las democracias representativas en la región. Las Fuerzas Armadas latinoamericanas, bajo la Doctrina de Seguridad Nacional, se pusieron a la cabeza de golpes de Estado y dictaduras institucionales que se extendieron en toda la región. Así mismo, a partir de 1973 se implementó el transnacional Plan Cóndor. Los asesinatos, desaparecidos y casos de tortura se cuentan de a miles.
El gobierno de James Carter (1977-1981) se destacó por su política a favor de los derechos humanos, de no apoyo militar y económico a los regímenes dictatoriales y de descolonización. Esto llevó a la reactivación del imaginario antiimperialista en la extrema derecha latinoamericana, ya que veían este accionar como un atentado a la democracia de occidente y una intromisión a los asuntos internos nacionales.

### Antecedentes
En 1967 nacieron, paralelamente, la Federación Mexicana Anticomunista (FEMACO), que tuvo como sede Guadalajara (México) y la Liga Mundial por la Libertad y la Democracia (WACL), cuya sede fue Taiwán. Esas organizaciones anticomunistas transitaron de la retórica solidaria mutua a pactos de colaboración operativa. Dicha alianza transnacional fue definida en 1972 durante la sexta asamblea de la Liga Anticomunista Mundial, la cual fue organizada por la FEMACO en la Ciudad de México. Allí, la organización recibió el encargo de organizar y dirigir el capítulo latinoamericano de aquel organismo asiático: la Confederación Anticomunista Latinoamericana (CAL).

### Fundación de la Confederación Anticomunista Latinoamericana
La Confederación Anticomunista Latinoamericana (CAL) nació entre el 28 y 29 de agosto de 1972 durante la sexta asamblea de la Liga Anticomunista Mundial, la cual fue organizada por la Federación Mexicana Anticomunista (FEMACO). Concretamente, fue fundada en Guadalajara, en dicha asamblea, durante una serie de sesiones secretas.
Estas reuniones fueron presididas por Ku Cheng-Kang (el presidente de la Liga Mundial Anticomunista), José J. Roy, Raimundo Guerrero y Rafael Rodríguez López (los dirigentes principales de la FEMACO). Los asistentes fueron cuarenta personas de Bolivia, Argentina, Colombia, Costa Rica, Brasil, Guatemala, Alpha 66 (organización paramilitar y terrorista de anticastristas cubanos) y México. La integraban las organizaciones anticomunistas más extremas de América Latina.
Tras su fundación, la confederación integró la junta ejecutiva de la Liga Mundial por la Libertad y la Democracia, participando con delegados en todos sus Congresos anuales y procurando acatar todas resoluciones que allí se tomaban.

## Ideología
Según Rafael Rodríguez Rodríguez, la Confederación Anticomunista Latinoamericana debía “denunciar, combatir e impedir todos los movimientos comunistas en Latinoamérica, así como desenmascarar y combatir al clero socialista, que bajo la capa de la religión, está tratando de implantar el comunismo en los pueblos de habla hispana”.
Su ideología fue tan visceralmente anticomunista que abogó por la supresión del comunismo como alternativa política en las democracias representativas de la región y su eliminación mediante el uso de la violencia política institucional y no institucional, al incluir en su interior a organizaciones paramilitares y terroristas.
Desde sus inicios la organización recurrió a la identidad latinoamericana y la construyó a partir de la creación de diferentes instituciones, la coordinación de informaciones y la acción psicológica. Sin embargo, se apeló identitariamente a la misma cuando fue “urgente” recurrir a la efectividad simbólica del imaginario antiimperialista. Esto ocurrió tras el triunfo de James Carter y se puede vislumbrar en dos Congresos, en el III de 1977 y en el IV de 1980.
El triunfo de Jimmy Carter en diciembre de 1976 y el ingreso de una política de derechos humanos imprimió cambios importantes en la región. Varios países quedaron fuera del programa de ventas militares, del programa de entrenamiento militar y de ventas comerciales de Estados Unidos, desde Guatemala hasta la Argentina. Esto produjo mutaciones en las discusiones de la CAL, ya que comenzaron a prevalecer intervenciones que procuraron intentar definir la identidad de esa red transnacional de extrema derecha apelando al imaginario antiimperialista y de defensa de la soberanía nacional de América Latina. Este es un giro que, por otra parte, habilitó acciones conjuntas a espaldas del país del norte.
Hay un viraje de la CAL hacia Centroamérica que tuvo que ver con esta distensión de los lazos del gobierno de James Carter con los países cuyos regímenes autoritarios violaban los derechos humanos. Esto llevó a que la organización adopte su sesgo antiimperialista al nacionalismo anticomunista tradicional, la reinvención de una identidad latinoamericana de derecha y la urgencia, como consecuencia, de actuar conjuntamente en la región. El triunfo de la revolución sandinista (julio 1979) y el asesinato de Anastasio Somoza en Paraguay (septiembre 1980) aceleraron el proceso.
El anticomunismo de la CAL se apropiaba de los primeros próceres antinorteamericanos, como José Martí, para construir un discurso en defensa de América Latina del comunismo internacional que alcanzaba a los Estados Unidos. Esta ideología que conjugaba el imaginario antiimperialista latinoamericano con el anticomunismo, el nacionalismo y el liberalismo político y la defensa de los derechos humanos marcó el camino por el cual transitaron los acuerdos de las diferentes comisiones que la conformaban.
Según la CAL, se defendía a América Latina del comunismo internacional y de sus cómplices, entre los que contaba el llamado “cartercomunismo”. Esto se hacía por medio de cada uno de los recursos clásicos de la retórica antiimperialista: “Nuestra América”; defensa de las “soberanías nacionales”; “Patria Latinoamericana”; “principios de soberanía, independencia, no intervención y autodetermianción de los pueblos”; “unión”; “cooperación recíproca”; “próceres de nuestras patrias”; “Universidad Latinoamericana Simón Bolívar”; “limitar en lo posible sus operaciones comerciales con los Estados Unidos y los países comunistas”; “naciones en vías de desarrollo”. Sus enemigos eran aquellos “explotadores que tienen su sede tanto en Washington como en Moscú”.

## Objetivos
Para combatir al comunismo, la CAL aceptaba y fomentaba todo tipo de medios. En el III Congreso secreto se planeó discutir, aprobar e implementar las medidas adecuadas a escala latinoamericana para combatir y extirpar la subversión e infiltración del marxismo internacional y sus cómplices en las diferentes áreas: Universidad y escuelas; el clero de las Iglesias; la prensa, radio y televisión; las editoriales, imprentas, periódicos y radio subversivos y clandestinos; las organizaciones de obreros, campesinos y empleados; y las organizaciones empresariales.
Una de las tareas principales que se dio la CAL fue la recolección de información. En los Congresos secretos se dividían dos comisiones, la de asuntos políticos y la de asuntos militares, para intercambiar experiencias e informaciones de carácter general en la lucha contra las actividades subversivas comunistas en los distintos países representados en el Congreso. 
La Confederación apoyaba a las Fuerzas Armadas del continente y no rechazaba el uso de la violencia como medio en su lucha anticomunista. Pero lo más importante fue la coordinación de la CAL con diferentes organismos de inteligencia latinoamericanos. Existen referencias a cierta articulación de la CAL con los servicios de inteligencia de Paraguay, Brasil, Uruguay, El Salvador y Argentina.
Hay un viraje de la CAL hacia Centroamérica que tuvo que ver con esta distensión de los lazos del gobierno de James Carter con los países cuyos regímenes autoritarios violaban los derechos humanos. En el IV Congreso celebrado en Buenos Aires, el militar argentino Suárez Mason pidió a los pueblos y países de Latinoamérica la unión frente a la amenaza comunista y a los delegados que hiciesen comprender que el peligro mayor se cernía sobre América Central que de caer en manos del comunismo constituirá una cuña divisoria del continente amenazado. Asimismo denunció la política exterior del presidente Carter como “instrumento de un proyecto neocolonial marxista,” lo cual legitimaba el accionar de la CAL y de la dictadura argentina en la región. Suárez Mason se comprometió a enviar a Centroamérica asesores argentinos que transmitiesen la experiencia argentina y la Liga Anticomunista Mundial a aportar 8 millones de dólares para los gastos iniciales.
Para fortalecer los lazos de esta organización de extrema derecha con los gobiernos represivos, la CAL producía declaraciones a favor de los gobiernos nacionales anticomunistas, que a menudo los financiaban. También se realizaban declaraciones a su favor durante los Congresos.

## Organización
La Confederación Anticomunista Latinoamericana tuvo un Estatuto y Reglamentos que la normaban. Tuvo un secretario general, un subsecretario general y un consejo coordinador. Estos funcionarios trabajaban activamente en los gobiernos represivos de sus respectivos países, los cuales organizaban congresos secretos y semipúblicos.
De los gobiernos nacionales se procuraba informaciones y financiamiento. Según decía la disposición: “todos los miembros quedan obligados a procurar las mayores aportaciones de sus gobiernos o de particulares para aumentar las reservas del fondo.”

### Integrantes
Los integrantes de la Confederación Anticomunista Latinoamericana formaban parte de las organizaciones anticomunistas más extremas de América Latina. Estas personas, generalmente, trabajaban activamente en los gobiernos represivos de sus países. Las diferentes delegaciones se fueron sumando y engrosando a la organización al compás de los golpes de Estado militares en la región, al mismo tiempo que la presidencia permaneció en México y la vicepresidencia en Paraguay. 
Los gobiernos llamados “anticomunistas” sabían de la existencia de la CAL, apoyaban y hasta incluso financiaban a la organización y funcionarios de alto rango de las dictaduras del Cono Sur presenciaban las inauguraciones de los Congresos, pronunciaban discursos en los mismos y también los presidían. No solamente participaban civiles, aunque sí eran mayoría.
| Nombre                               | País de origen | Cargo en la CAL                                               |
| ------------------------------------ | -------------- | ------------------------------------------------------------- |
| Rafael Rodríguez                     | México         | Secretario general                                            |
| Antonio Carlos Alum                  | Paraguay       | Subsecretario general                                         |
| Nicanor Fleitas                      | Paraguay       | Miembro del consejo coordinador                               |
| Carlos Podesta                       | Paraguay       | Miembro del consejo coordinador                               |
| Armando Perez Roura                  | Cuba           | Miembro del consejo coordinador                               |
| Adolfo Cuéllar                       | El Salvador    | Miembro del consejo coordinador                               |
| Roberto Cordon                       | Guatemala      | Miembro del consejo coordinador                               |
| Fernando Ibarra                      | Guatemala      | Miembro del consejo coordinador                               |
| Carlo Barbieri Filho                 | Brasil         | Miembro del consejo coordinador                               |
| Martín Gutiérrez                     | Uruguay        | Miembro del consejo coordinador                               |
| Monseñor Carlos Vargas Umaña         | Colombia       | Miembro del consejo coordinador                               |
| Carlos Castaño García                | México         | Miembro del consejo coordinador                               |
| Jorge Medina                         | México         | Secretario de seguridad                                       |
| Alfonso de M. Passos                 | Brasi          | Subsecretario general                                         |
| Hernán Landívar                      | Bolivia        | Secretario de defensa de la propiedad agrícola de la Zona Sur |
| Germán Justo                         | Argentina      | Secretario de propaganda y difusión de la Zona Sur            |
| Antonio Sandoval Martínez            | Guatemala      | Miembro regular                                               |
| Teniente Coronel Benedicto Rodríguez | El Salvador    | Miembro regular                                               |

## Reuniones
Esta confederación de extrema derecha organizaba congresos secretos y semipúblicos. Los primeros fueron los llamados Congresos Sección Partidos Políticos y Organizaciones Militares, cuyo secretario general fue en un comienzo el mexicano Humberto Dávalos Herreros e integraba a los miembros regulares; los segundos fueron los Congresos Sección Miembros Asociados, cuyo secretario general fue el mexicano Rafael Rodríguez. A éstos asistían delegados por la mayoría de los países de la región y se organizaba en comisiones.
El II Congreso secreto se realizó en Asunción entre el 28 de mayo y el 1 de junio de 1973. El III Congreso secreto se llevó a cabo entre el 29 de noviembre y el 2 de diciembre de 1974 en Brasilia. El II Congreso de asociados se realizó en Río de Janeiro entre el 23 al 27 de enero de 1974, y el III Congreso fue entre el 28 y el 30 de marzo de 1977 en Asunción.
El IV Congreso de la CAL se realizó en el Teatro Municipal General San Martín de Buenos Aires el 2 de septiembre de 1980, con aproximadamente doscientos delegados de veinte países de América Latina. Entre ellos delegados de Iran, Nicaragua, El Salvador y países donde sus gobiernos habían sido depuestos por fuerzas de izquierda comunistas, ejemplo Somoza en Nicaragua y el Sha de Irán. Como invitado especial asistió el Dr. José Venancio Berrios Sáenz quien había fungido como Procurador General de Justicia del gobierno del General Anastasio Somoza Debayle en Nicaragua. En perspectiva comparada puede afirmarse que fue el Congreso de la CAL de mayor magnitud. Asistió al acto el jefe de la Policía Federal, el general Juan Bautista Sasiaiñ, detenido por el robo de bebés durante la dictadura, y oficiales en actividad de las tres Armas. Este Congreso fue listado por la cancillería argentina como un Congreso oficial, lo cual debe haber favorecido el financiamiento y la puesta en disponibilidad de recursos del Estado argentino de todo tipo.
No se han encontrado documentos sobre posibles Congresos de la CAL posteriores a 1980, con lo cual, hasta el momento, el realizado en Buenos Aires es el último Congreso del cual se tiene registro.